# Partsinlaga
En partsinlaga är ett vittnesmål eller liknande som framförs av en av de tvistande parterna i en juridisk process. Den är inte värd lika stor tilltro som en inlaga av en neutral part.
I överförd bemärkelse betecknar partsinlagor alla former av uttalanden rörande något som den som uttalar sig själv är inblandad i.